# 200
Il 200 (CC in numeri romani) è un anno bisestile del II secolo.

## Eventi

### Per luogo

#### Mondo
- La popolazione mondiale raggiunge i 257 milioni.

#### Roma
- Fulvia Plautilla, figlia del prefetto del pretorio Gaio Fulvio Plauziano, è promessa in sposa al figlio dell'imperatore Settimio Severo, Caracalla.
- L'imperatore Settimio Severo visita le provincie di Siria, Palestina e Arabia,
- La provincia della Numidia è presa dal proconsolato africano e resa una provincia imperiale.

#### India
- Rudrasena I, sovrano Saka della dinastia della Satrapia Occidentale, diventa re di Malwa.

#### Cina
- Settembre-novembre - Battaglia di Guandu: Cao Cao sconfigge il suo rivale Yuan Shao.

#### Giappone
- L'imperatrice Himiko, dalla sua capitale a Yamatai, estende la sua autorità su un certo numero di clan.

#### Americhe
- Inizio dell'Epoca Classica della civiltà Maya (data approssimata).
- Fine della cultura Paracas nelle Ande (data approssimata).

### Per argomento

#### Arte
- A Fayum, in Egitto, viene creato il Tondo severiano, illustrante Settimio Severo, la moglie Giulia Domna e i loro figli Geta e Caracalla, e ora tenuto al Staatliche Museen zu Berlin, Preußischer Kulturbesitz, Antikensammlung.

#### Religione
- Nella Terra di Israele, lo scolaro giudeo Yehudah HaNasi completa tratti del Mishnah, creando la legge del Talmud.
- Clemente d'Alessandria denuncia l'uso degli strumenti musicali invece della voce umana nella musica del cristianesimo.
- Il Brahmanesimo si evolve nell'Induismo (data approssimata).

## Nati
- Aureliano, romano († 251)
- Firmiliano di Cesarea, religioso e filosofo romano († 268)
- Paolo di Samosata, vescovo e teologo siro († 275)
- Patroclo di Troyes, santo († 259)

## Morti
- Yan Liang, generale cinese
- Panteno, filosofo e teologo greco antico
- Quinto Emilio Saturnino, politico romano

## Calendario
| Calendario 200 | Calendario 200 | Calendario 200 | Calendario 200 | Calendario 200 | Calendario 200 | Calendario 200 | Calendario 200 | Calendario 200 | Calendario 200 | Calendario 200 | Calendario 200 | Calendario 200 | Calendario 200 | Calendario 200 | Calendario 200 | Calendario 200 | Calendario 200 | Calendario 200 | Calendario 200 | Calendario 200 | Calendario 200 | Calendario 200 | Calendario 200 | Calendario 200 | Calendario 200 | Calendario 200 | Calendario 200 | Calendario 200 | Calendario 200 | Calendario 200 | Calendario 200 | Calendario 200 |
| -------------- | -------------- | -------------- | -------------- | -------------- | -------------- | -------------- | -------------- | -------------- | -------------- | -------------- | -------------- | -------------- | -------------- | -------------- | -------------- | -------------- | -------------- | -------------- | -------------- | -------------- | -------------- | -------------- | -------------- | -------------- | -------------- | -------------- | -------------- | -------------- | -------------- | -------------- | -------------- | -------------- |
|                | 1              | 2              | 3              | 4              | 5              | 6              | 7              | 8              | 9              | 10             | 11             | 12             | 13             | 14             | 15             | 16             | 17             | 18             | 19             | 20             | 21             | 22             | 23             | 24             | 25             | 26             | 27             | 28             | 29             | 30             | 31             |                |
| Gennaio        | Ma             | Me             | Gi             | Ve             | Sa             | Do             | Lu             | Ma             | Me             | Gi             | Ve             | Sa             | Do             | Lu             | Ma             | Me             | Gi             | Ve             | Sa             | Do             | Lu             | Ma             | Me             | Gi             | Ve             | Sa             | Do             | Lu             | Ma             | Me             | Gi             |                |
| Febbraio       | Ve             | Sa             | Do             | Lu             | Ma             | Me             | Gi             | Ve             | Sa             | Do             | Lu             | Ma             | Me             | Gi             | Ve             | Sa             | Do             | Lu             | Ma             | Me             | Gi             | Ve             | Sa             | Do             | Lu             | Ma             | Me             | Gi             | Ve             |                |                |                |
| Marzo          | Sa             | Do             | Lu             | Ma             | Me             | Gi             | Ve             | Sa             | Do             | Lu             | Ma             | Me             | Gi             | Ve             | Sa             | Do             | Lu             | Ma             | Me             | Gi             | Ve             | Sa             | Do             | Lu             | Ma             | Me             | Gi             | Ve             | Sa             | Do             | Lu             |                |
| Aprile         | Ma             | Me             | Gi             | Ve             | Sa             | Do             | Lu             | Ma             | Me             | Gi             | Ve             | Sa             | Do             | Lu             | Ma             | Me             | Gi             | Ve             | Sa             | Do             | Lu             | Ma             | Me             | Gi             | Ve             | Sa             | Do             | Lu             | Ma             | Me             |                |                |
| Maggio         | Gi             | Ve             | Sa             | Do             | Lu             | Ma             | Me             | Gi             | Ve             | Sa             | Do             | Lu             | Ma             | Me             | Gi             | Ve             | Sa             | Do             | Lu             | Ma             | Me             | Gi             | Ve             | Sa             | Do             | Lu             | Ma             | Me             | Gi             | Ve             | Sa             |                |
| Giugno         | Do             | Lu             | Ma             | Me             | Gi             | Ve             | Sa             | Do             | Lu             | Ma             | Me             | Gi             | Ve             | Sa             | Do             | Lu             | Ma             | Me             | Gi             | Ve             | Sa             | Do             | Lu             | Ma             | Me             | Gi             | Ve             | Sa             | Do             | Lu             |                |                |
| Luglio         | Ma             | Me             | Gi             | Ve             | Sa             | Do             | Lu             | Ma             | Me             | Gi             | Ve             | Sa             | Do             | Lu             | Ma             | Me             | Gi             | Ve             | Sa             | Do             | Lu             | Ma             | Me             | Gi             | Ve             | Sa             | Do             | Lu             | Ma             | Me             | Gi             |                |
| Agosto         | Ve             | Sa             | Do             | Lu             | Ma             | Me             | Gi             | Ve             | Sa             | Do             | Lu             | Ma             | Me             | Gi             | Ve             | Sa             | Do             | Lu             | Ma             | Me             | Gi             | Ve             | Sa             | Do             | Lu             | Ma             | Me             | Gi             | Ve             | Sa             | Do             |                |
| Settembre      | Lu             | Ma             | Me             | Gi             | Ve             | Sa             | Do             | Lu             | Ma             | Me             | Gi             | Ve             | Sa             | Do             | Lu             | Ma             | Me             | Gi             | Ve             | Sa             | Do             | Lu             | Ma             | Me             | Gi             | Ve             | Sa             | Do             | Lu             | Ma             |                |                |
| Ottobre        | Me             | Gi             | Ve             | Sa             | Do             | Lu             | Ma             | Me             | Gi             | Ve             | Sa             | Do             | Lu             | Ma             | Me             | Gi             | Ve             | Sa             | Do             | Lu             | Ma             | Me             | Gi             | Ve             | Sa             | Do             | Lu             | Ma             | Me             | Gi             | Ve             |                |
| Novembre       | Sa             | Do             | Lu             | Ma             | Me             | Gi             | Ve             | Sa             | Do             | Lu             | Ma             | Me             | Gi             | Ve             | Sa             | Do             | Lu             | Ma             | Me             | Gi             | Ve             | Sa             | Do             | Lu             | Ma             | Me             | Gi             | Ve             | Sa             | Do             |                |                |
| Dicembre       | Lu             | Ma             | Me             | Gi             | Ve             | Sa             | Do             | Lu             | Ma             | Me             | Gi             | Ve             | Sa             | Do             | Lu             | Ma             | Me             | Gi             | Ve             | Sa             | Do             | Lu             | Ma             | Me             | Gi             | Ve             | Sa             | Do             | Lu             | Ma             | Me             |                |